# Andreas Mitterfellner
Andreas Mitterfellner (17 de junio de 1981) es un deportista austríaco que compitió en judo. Ganó dos medallas de bronce en el Campeonato Europeo de Judo, en los años 2006 y 2010.

## Palmarés internacional
| Campeonato Europeo | Campeonato Europeo  | Campeonato Europeo | Campeonato Europeo |
| Año                | Lugar               | Medalla            | Categoría          |
| ------------------ | ------------------- | ------------------ | ------------------ |
| 2006               | Tampere (Finlandia) | Medalla de bronce  | –66 kg             |
| 2010               | Viena (Austria)     | Medalla de bronce  | –66 kg             |